# جنگ و صلح (مجموعه تلویزیونی ۲۰۱۶)
جنگ و صلح (به انگلیسی: War and Peace) یک مجموعه تلویزیونی درام که در آغاز ژانویه ۲۰۱۶ از شبکه شروع به پخش شد.این مجموعه از رمان جنگ و صلح نویسنده ی روسی لئو تولستوی است که اندرو دیویس نویسندگی و کارگردانی آن را تام هارپر بر عهده دارند.
این مجموعه حول زندگی پنج خانواده‌ی اشرافی در زمان الکساندر اول است که داستان مثلث عشقی میان ناتاشا روستوا، پیر بوزوخف و آندری بولکانسکی رو به تصویر می‌کشد.